# Тудор, Фран
Фран Ту́дор (хорв. Fran Tudor; родился 27 сентября 1995 года в Загребе, Хорватия) — хорватский футболист, полузащитник клуба «Ракув». Выступал за сборную Хорватии.
Фран Тудор является дальним родственником Игора Тудора, также в прошлом профессионального футболиста, игрока сборной Хорватии.

## Клубная карьера
Тудор — воспитанник клубов «Младость Бузин», «Загреб», «Динамо (Загреб)» и греческого «Панатинаикоса». В 2015 году Фран начал профессиональную карьеру в сплитском «Хайдуке», подписав с командой контракт на три с половиной года. 18 апреля 2015 года в матче против «Риеки» он дебютировал во чемпионате Хорватии. В этом же поединке Тудор забил свой первый гол за «Хайдук».
27 декабря 2019 года Тудор подписал контракт польским «Ракувом». 8 февраля 2020 года в матче против «Леха» он дебютировал в польской Экстраклассе. 4 июля в поединке против любинского «Заглембе» Фран забил свой первый гол за «Ракув».

## Международная карьера
11 января 2017 года в товарищеском матче против команды Чили Тудор дебютировал за сборную Хорватии. 28 мая в поединке против сборной Мексики Фран забил свой первый гол за национальную команду.

### Голы за сборную Хорватии
| #   | Дата        | Место                                | Противник | Счёт | Результат | Соревнование      |
| --- | ----------- | ------------------------------------ | --------- | ---- | --------- | ----------------- |
| 01. | 28 мая 2017 | Мемориал Колизеум, Лос-Анджелес, США | Мексика   | 0:2  | 1:2       | Товарищеский матч |